# Aspergillus sulphureus
Aspergillus sulphureus är en svampart som först beskrevs av Johann Baptist Georg Wolfgang Fresenius, och fick sitt nu gällande namn av Thom & Church 1926. Aspergillus sulphureus ingår i släktet Aspergillus och familjen Trichocomaceae.  Utöver nominatformen finns också underarten crassus.